# Goolwa
Goolwa är en ort i Australien. Den ligger i kommunen Alexandrina och delstaten South Australia, omkring 66 kilometer söder om delstatshuvudstaden Adelaide. Antalet invånare är 1 064.
Närmaste större samhälle är Victor Harbor, omkring 15 kilometer väster om Goolwa. 
Genomsnittlig årsnederbörd är 766 millimeter. Den regnigaste månaden är juni, med i genomsnitt 142 mm nederbörd, och den torraste är december, med 22 mm nederbörd.